# بنیاد ایشا

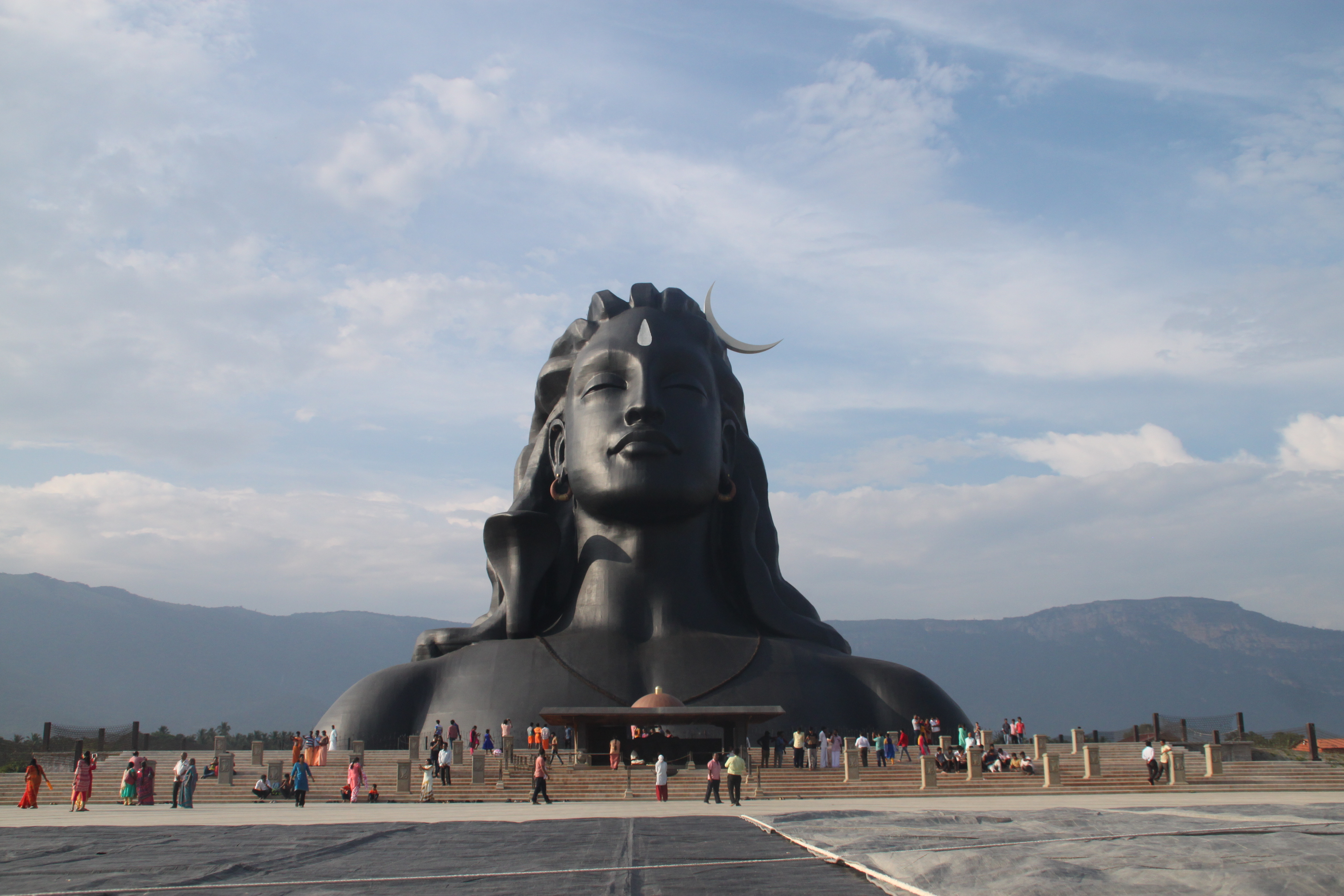

بنیاد ایشا (به انگلیسی: Isha Foundation) واقع در کوهپایه‌های کوهستان ولینگیگی، چهل کیلومتری شهر کویمباتور در ایالت تامیل نادو، در جنوب هند، به عنوان یک سازمان غیرانتفاعی توسط سادگورو در سال ۱۹۹۲ تأسیس شد.
به خاطر ابتکارات اجتماعی آن، جایزه Rashtriya Khel Protsahan Puraskar به آن اهدا شده‌است.

## اهداف

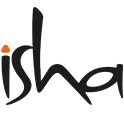
بنیاد ایشا یک سازمان غیرانتفاعی معنوی است که در سال 1992 در نزدیکی کویمباتور هند توسط Sadhguru Jaggi Vasudev تأسیس شد.

در سال ۱۹۹۲، سادگورو بنیاد ایشا را در کومباتور تأسیس کرد و برنامه‌های یوگا را ارائه داد و اتحاد اجتماعی و ابتکارات اجتماعی را برای ارتقاء سطح رفاه اجتماعی و بهزیستی مردم به کار گرفت.
این بنیاد یک برنامه چند مرحله ای با هدف بهبود سلامت عمومی و کیفیت زندگی فقرای روستایی به نام «اقدامات جوانسازی روستایی» را بنا کرد.
یکی دیگر از پروژه‌های مهم بنیاد ایشا، Project Green Hands است که هدف آن کاشت ۱۱۴ میلیون درخت در سراسر تامیل نادو و افزایش ۳۳ درصدی جنگل در ایالت است.
به تدریج، سادگورو یکی از گوروها مورد احترام و مشهور هند شد.
او به بسیاری از نقاط جهان سفر کرد و دانش و آموزه‌های خود را با طرفدارانش به اشتراک گذاشت.
مردم با هر پیش زمینه‌ای به دیدار او می‌آمدند و سادگورو با همه آنها در تعامل بود و از آنها سؤال می‌کرد و تجربیات خود را در اختیار آنها می‌گذاشت.